# Gambling on the High Seas
Gambling on the High Seas é um filme B estadunidense de 1940, do gênero drama criminal, dirigido por George Amy, e estrelado por Wayne Morris, Jane Wyman, Gilbert Roland, John Litel e Roger Pryor. Foi produzido e distribuído pela Warner Bros. O filme é uma refilmagem de "Special Agent" (1935), estrelado por Bette Davis e George Brent.

## Sinopse
Para escapar da repressão aos cassinos, o gângster e rei dos jogos de azar Greg Morella (Gilbert Roland) compra o navio Sylvania para continuar suas jogatinas, e que está ancorado a cinco quilômetros da costa da Nova Inglaterra, a salvo da polícia local e federal. Entre os passageiros a bordo do navio de Morella está o repórter Jim Carver (Wayne Morris), que engana o gângster, o fazendo acreditar ser seu aliado. Jim ganha a inimizade de Max Gates (Roger Pryor), o capanga principal de Morella, quando ele se pergunta se a esposa infeliz e amargurada de Gates conhecerá a morte inexplicável que se abateu sobre sua antecessora.
Logo depois, Larry Brill (Robert Strange), o empresário corrupto de Morella, implora a Gates que o ajude a escapar antes que Morella o assassine por peculato. Gates faz com que Brill deixe o navio com dois policiais depois que o próprio empresário lhe dá acesso a um cofre seguro, a fim de retirar US$ 25.000 para sua fuga. Depois que o empresário deixa o navio, no entanto, Gates informa a Morella, que ordena Frank (William Pawley) e Louie (Murray Alper), dois de seus capangas contratados, para matar Brill. Após o assassinato de Brill, Jim fica determinado a expor Morella e força uma confissão de Gates, convencendo-o de que ele será indiciado pela morte de sua esposa, a menos que ele testemunhe contra Morella.
Antes que a polícia possa prender o gângster, o secretário do promotor público (George Meader) entrega a confissão escrita de Gates ao gângster, que ordena o assassinato de seu capanga. Recusando-se a aceitar a derrota, Jim convence a secretária de Morella, Laurie Ogden (Jane Wyman), por quem ele se apaixonou, a contar tudo o que ela sabia para as autoridades. A informação permite que a polícia finja um ataque no Sylvania e, no meio da confusão, Jim e Laurie tiram fotos dos locais utilizados para jogos de azar no navio. Eles voltam em segurança para a terra firme com as fotos, mas antes que Laurie possa testemunhar no tribunal, Morella ordena seu sequestro e Jim fica sem saída enquanto tenta encontrar uma maneira de resgatá-la.

## Elenco
- Wayne Morris como Jim Carter
- Jane Wyman como Laurie Ogden
- Gilbert Roland como Greg Morella
- John Litel como Promotor Público
- Roger Pryor como Max Gates
- Frank Wilcox como Stone
- Robert Strange como Larry Brill
- John Gallaudet como Steve Sterling
- Frank Ferguson como Promotor da Cidade
- Harry Shannon como Chefe de Polícia
- George Reeves como Repórter
- George Meader como Secretário do Promotor Público
- William Pawley como Frank
- Murray Alper como Louie